# Луи Даву
 Тази статия е за френския маршал.  За кораба вижте Даву (крайцер).  
Луѝ-Никола̀ д'Аву̀, по-известен като Даву (на френски: Louis Nicolas Davout или D’Avout, Davoust), херцог Ауерщедски, принц Екмюлски (на френски: duc d'Auerstaedt, prince d'Eckmühl), е френски маршал от епохата на Наполеон Бонапарт. Неговият удивителен военен талант и репутацията му на суров човек, поддържащ строга дисциплина, спечелват прозвището Железният маршал. Заедно с Масена и Лан, Даву е сочен за един от най-блестящите командири на Наполеон. По негово време, името му често се е произнасяло и пишело Давус (на френски: Davoust), както е изписано на Триумфалната арка в Париж и е споменавано често в кореспонденцията между Бонапарт и генералите му.

## Биография
Даву е роден в община Ану, департамент Йон и е син на Жан Франсоа д'Аву (1739 – 1779) и Франсоаз Аделед Минар де Велар (1741 – 1810). Записва се във френската армия като младши лейтенант? през 1788 г.
Щедро надарен от природата, Даву посвещава цялото си свободно време не на светски забави и усъвършенстване на военното си майсторство, а на неща доста далече от военното дело. Особен интерес проявявал към философията а така също и към трудовете на Волтер, Русо, Дидро и други френски просветители на XVIII в. Роднините му били разочаровани от неговото свободомислие. Дядото му, майор, служещ в същия полк както и Даву, раздразнено писал на роднините, че от неговия племенник нищо свястно няма да се получи, военен човек той няма да стане и вместо задълбочено да изучава военното дело, той забива глава в някакви вятърничеви дела. Дядото на Даву сгрешил – неговият племенник на военното поприще достига такива висоти, за каквито представителите на дравния род д'Аву не са могли и да мечтаят.
Луи Даву възприема принципите на Френската революция, при нейното избухване през 1789 г. Назначен е за командир на батальон в доброволчески корпус в кампанията през 1792 г. и на следващата пролет се отличава в битката при Неервинген. Много скоро след като е повишен в генерал, Даву бързо е отстранен заради благородното си потекло. Въпреки това, той служи в кампаниите на Рейн в периода 1794 – 1797 г., и придружава Дезе в египетската експедиция на Наполеон.
При завръщането си, Даву участва в битката при Маренго под водачеството на Бонапарт, който придобива вяра в неговите способности. Скоро след битката Наполеон го повишава в генерал на дивизия и около 1801 г. му възлага командването на консулската гвардия. При възкачването на Бонапарт на императорския престол, Даву е един от генералите, които са повишени в маршали на Франция. Като командир на Трети корпус на Великата армия, маршалът се отплаща с великолепна служба. В битката при Аустерлиц, след форсиран 48-часов марш, Трети корпус поема тежестта на атаката на съюзниците. В последвалата Война на Четвъртата коалиция, с един корпус Даву побеждава в битката при Ауерщед основната пруска армия, която го превъзхожда в съотношение над 2:1 (повече от 63 000 срещу 28 000 на Даву). Историкът Франсоа Ги Ортул пише: „При Йена Наполеон спечели битка, която не можеше да загуби. При Ауерщед Даву спечели битка, в която не можеше да победи.“.
Даву печели слава в кампанията и с битките при Ейлау и Фридланд. През 1807 г. Бонапарт го поставя на поста генерал-губернатор на новосъздаденото след Тилзитския мир Варшавско херцогство, а на следващата година го провъзгласява за херцог на Ауерщед. През войната от 1809 г., Даву отново взима участие в бойните действия, като най-забележителна е битката при Екмюл, а също така се доказва и в сражението при Ваграм. След тази кампания е провъзгласен за принц на Екмюл и е натоварен от Наполеон със задачата да организира „корпус за наблюдение на Елба“ – това всъщност е част от огромната армия, с която императорът нахлува в Русия през 1812 г. По време на похода, Даву командва Първи корпус, наброяващ над 70 000 души, и разгромява руснаците при Могильов, преди да се присъедини към основната армия, с която продължава през кампанията и отстъплението от Москва. През 1813 г. е назначен за комендант на военната област на Хамбург и защитава града (лошо укрепен и зле снабдяван) по време на дългата обсада на съюзниците. Предава се едва при получаването на директна заповед от крал Луи XVIII, заел престола след абдикацията на Наполеон през април 1814 г.
Характерът на Даву относно военните дела е описван като жесток – той трябва да се защитава срещу много нападки по време на управлението си в Хамбург. Има репутацията на човек, поддържащ строга дисциплина и изискващ точно и безусловно подчинение от войниците си – в резултат на това, неговият корпус е по-надежден от всеки друг корпус в армията. Например Даву забранява на войските си да плячкосват селата на противника – поведение, чието спазване налага строго чрез употребата на смъртно наказание. Така, в ранните дни на Великата армия, 3-ти корпус е предпочитан при възлагането на най-трудните задачи. Лоялността и подчинението на маршала към Наполеон са абсолютни. Даву е смятан от съвременниците си един от най-способните маршали на Бонапарт. При първата реставрация на Бурбоните той се оттегля в личния си живот, открито показвайки враждебността си към Бурбоните, а когато Бонапарт се завръща от остров Елба, Даву отново се присъединява към него.
Назначен за военен министър, Даву реорганизира френската армия, доколкото позволява времето. Той е толкова необходим във военното министерство, че Наполеон го оставя в Париж по време на битката при Ватерло. До каква степен уменията и смелостта му биха променили съдбата на кампанията от 1815 г. може само да се предполага, но Бонапарт впоследствие е критикуван за това, че не се е възползвал от услугите на най-добрия си генерал. След поражението при Ватерло, Даву ръководи мъжествената, но безнадеждна защита на Париж. При втората реставрация на Бурбоните са му отнети всички титли, както и маршалското звание. Когато някои от подчинените му генерали са обявени извън закона, Даву изисква да бъде държан отговорен за действията им, които са извършвали в изпълнение на негови заповеди. Полага усилия да предотврати присъдата на маршал Ней. След време, враждебното отношение на Бурбоните към Даву отшумява и той се помирява с монархията. През 1817 г. рангът и титлите му са възстановени, а две години по-късно той става член на Камарата на перовете.
През 1822 г. Даву е избран за кмет на Савини сюр Орж – позиция, на която остава една година. Синът му – Луи Наполеон, също е кмет на града – от 1843 до 1846 г. Тяхното име носи централният площад на града, както и булевард в Париж.

### Личен живот
Даву е известен като методичен човек, както във военните, така и в личните си дела. Във военните и социалните среди, той често е смятан за студен и сдържан човек – уважаван е, но не и харесван. По време на мир, Даву предпочита да прекарва свободното си време със семейството си и в грижи за дома, вместо да развива своето обществено положение.
Поради трудния си характер и ограничени социални контакти, той си създава доста врагове и съперници измежду офицерите в армията, сред които за отбелязване са Бернадот, Йоахим Мюра (с когото са в жесток конфликт по време на кампанията през 1812 г.), Луи Бертие и барон Тиболт (който остро критикува Даву в мемоарите си).
Може би най-силният му гняв е насочен към Бернадот, който не успява да му се притече на помощ при Ауерщед, въпреки че е достатъчно близо, за да види дима и да чуе канонадата от битката. Яростта му е толкова силна, че Даву настоява за дуел между двамата – предотвратен само след личната намеса на Наполеон. Бернадот е изпратен обратно в Париж в немилост, след като Бонапарт разбира, че е отстъпил без заповеди в битката при Ваграм. Впоследствие Бернадот е избран от шведския посланик (който търси френски офицер с добро име и положение) за престолонаследник на шведския трон. Когато Швеция влиза във война срещу Франция по време на Шестата коалиция, Даву лично моли да бъде поставен срещу армията на Бернадот, за да му даде веднъж и завинаги заслужен урок. Но тъй като е назначен да отбранява Хамбург (нещо, което прави до и след абдикацията на Наполеон), те никога не се срещат в битка.
Измежду другите маршали, Даву поддържа най-добри отношения с Ней, Никола Удино и Лоран Сен Сир. Неговият най-добър приятел вероятно е Етиен Гуден – негов подчинен, убит в сражение през 1812 г.
Даву е забележителен и с верността си към своята втора жена Луиз Еме Жули Даву (първо се жени през 1791 г. за Аделед Сегино (1768 – 1795), с която се развежда през 1794 г.). Женят се през 1801 г. и Луиз е с него до края на живота му. Бракът им е щастлив и въпреки дългите периоди на раздяла, двамата изглежда са верни един на друг. Имат осем деца, четири от които умират в детството си:
- Пол (1802 – 1803)
- Жозефин (1804 – 1805)
- Антоанет Жозефин (1805 – 19 август 1821)
- Адел Наполеон (юни 1807 – 21 януари 1885)
- Наполеон (1809 – 1810)
- Наполеон Луи, Втори херцог Ауерщадски и Втори и последен принц Екмюлски (6 януари 1811 – 13 юни 1853)
- Жул (1812 – 1813) и
- Аделед Луиз (8 юли 1815 – 6 октомври 1892)

 Тази статия включва текст от Encyclopædia Britannica Eleventh Edition, която днес е обществено достояние.